# 胡湘之
胡湘之（1968年1月—），湖南湘潭人，中华人民共和国政治人物。

## 生平
1968年1月，胡湘之出生在湖南省湘潭县乌石镇双丰村。1990年12月，胡湘之加入中国共产党。1991年7月至1996年4月，胡湘之在株洲市林业局工作。1996年5月至1999年9月，胡湘之在中共株洲市委组织部工作。
1999年10月至2001年1月，胡湘之出任攸县人民政府副县长。2001年2月至2002年9月，胡湘之出任中共攸县县委常委、组织部长。2002年10月至2006年6月，胡湘之出任中共攸县县委副书记兼县纪委书记。2006年6月至2008年8月，胡湘之出任中共攸县县委常委、纪委书记。2008年8月至2008年9月，胡湘之出任中共攸县县委副书记、县纪委书记。2008年9月至2008年12月，胡湘之出任中共攸县县委副书记、代理县长兼县纪委书记。2008年12月至2009年2月，胡湘之出任中共攸县县委副书记、代理县长。2009年2月，胡湘之出任攸县县人民政府县长。2012年11月，胡湘之晋升中共攸县县委书记。2016年8月至2021年5月，胡湘之调任中共醴陵市委委员、常委、书记。2021年5月，胡湘之出任株洲市人民政府副秘书长。

### 落马
2022年5月18日，胡湘之因涉嫌“严重违纪违法”，主动投案，接受娄底市纪委监委纪律审查和监察调查。2018年9月，胡湘之的继任者谭润洪在中共攸县县委书记任上落马，2020年8月13日，谭润洪以受贿罪被判处有期徒刑15年。